# Кубок світу з біатлону 2010—2011, мас-старт, жінки
Залік гонок із масовим стартом серед жінок у рамках Кубка світу з біатлону 2010-11 складається із 5 гонок, перша з яких відбулася 9 січня 2011 в Обергофі, а остання відбулася на 9 етапі в Осло. Перемогла в цьому заліку й отримала Малий кришталевий кубок— Дарія Домрачова із Білорусі.

## Формат
У гонках з масовим стартом беруть участь 30 біатлоністок, стартуючи водночас. Переможцем стає та з них, яка першою перетне фінішну лінію. Гонка проводиться на дистанції 12,5 км, спортсменики долають 5 кіл і чотири рази виконують стрільбу: двічі з положення лежачи й двічі з положення стоячи. Перша стрільба виконується на установці, що відповідає стартовому номеру спортсменки, далі - в порядку прибуття біатлоністок на стрільбу. На кожній стрільбі біатлоністка повинна влучити в 5 мішеней. За кожен невлучний вистріл вона карається додатковим колом довжиною 150 м.
На змаганнях Кубку світу 2010-2011 в мас-старт відбираються 25 біатлоністок із найвищою позицією в загальному заліку, плюс 5 біатлоністок, які не входять у верхню 25-ку заліку, але найкраще виступили в спринтерській гонці на даному етапі.

## Призери сезону 2009–10
У сезоні 2009-10 років перемогу святкувала Магдалена Нойнер з Німеччини.
| Медаль  | Біатлоністка     | Очки |
| ------- | ---------------- | ---- |
| Золото: | Маґдалена Нойнер | 216  |
| Срібло: | Сімоне Хаусвальд | 198  |
| Бронза: | Андреа Генкель   | 169  |

## Переможці й призери етапів
| Гонка:                                                             | Золото:                    | Час               | Срібло:                      | Час               | Бронза:                  | Час               |
| Обергоф Протокол [Архівовано 12 січня 2011 у Wayback Machine.]     | Гелена Екгольм Швеція      | 39:22.9 (0+0+0+0) | Андреа Генкель Німеччина     | 39:24.5 (0+1+1+0) | Світлана Слєпцова Росія  | 39:28.1 (0+0+0+0) |
| Антерсельва Протокол [Архівовано 22 січня 2011 у Wayback Machine.] | Тура Бергер Норвегія       | 33:56.3 (0+1+0+1) | Марі Лор Брюне Франція       | 33:56.9 (0+0+0+1) | Дарія Домрачова Білорусь | 34:02.1 (0+0+0+0) |
| Форт-Кент Протокол [Архівовано 11 лютого 2011 у Wayback Machine.]  | Маґдалена Нойнер Німеччина | 39:48.9 (0+0+0+1) | Андреа Генкель Німеччина     | 39:54.2 (0+0+1+0) | Дарія Домрачова Білорусь | 39:59.3 (1+0+0+0) |
| Чемпіонат світу                                                    | Маґдалена Нойнер Німеччина | 36:48.5 (0+1+2+1) | Дарія Домрачова Білорусь     | 36:53.3 (2+1+0+0) | Тура Бергер Норвегія     | 37:02.5 (2+1+0+0) |
| Осло Протокол [Архівовано 21 березня 2011 у Wayback Machine.]      | Дарія Домрачова Білорусь   | 36:13.0 (1+0+0+2) | Ганна Богалій-Титовець Росія | 36:29.0 (0+0+0+1) | Ольга Зайцева Росія      | 36:38.0 (0+0+1+0) |

## Таблиця
| #  | Біатлоністка                 | ОБЕ | АНТ | ФТК | ЧС | ОСЛ | Разом |
| -- | ---------------------------- | --- | --- | --- | -- | --- | ----- |
|    | Дарія Домрачова (BLR)        | 26  | 48  | 48  | 54 | 60  | 236   |
| 2  | Маґдалена Нойнер (GER)       | 32  | 38  | 60  | 60 | 38  | 228   |
| 3  | Тура Бергер (NOR)            | 30  | 60  | 43  | 48 | 25  | 206   |
| 4  | Андреа Генкель (GER)         | 54  | 26  | 54  | 28 | 43  | 205   |
| 5  | Гелена Екгольм (SWE)         | 60  | 25  | 38  | 36 | 36  | 195   |
| 6  | Марі Лор Брюне (FRA)         | 43  | 54  | 28  | 32 | —   | 157   |
| 7  | Тея Грегорін (SLO)           | 27  | 40  | 25  | 40 | 20  | 152   |
| 8  | Кайса Мякяряйнен (FIN)       | 31  | dsq | 40  | 43 | 26  | 140   |
| 9  | Марі Дорен (FRA)             | 28  | 24  | 32  | 34 | 22  | 140   |
| 10 | Світлана Слєпцова (RUS)      | 48  | 32  | 17  | —  | 40  | 137   |
| 11 | Ольга Зайцева (RUS)          | 24  | 21  | —   | 38 | 48  | 131   |
| 12 | Ганна Богалій-Титовець (RUS) | 25  | 31  | —   | 18 | 54  | 128   |
| 13 | Анна Карін Зідек (SWE)       | 29  | 30  | 29  | 23 | 17  | 128   |
| 14 | Валя Семеренко (UKR)         | 19  | 22  | 31  | 25 | 30  | 127   |
| 15 | Анастасія Кузьміна (SVK)     | 36  | 43  | —   | 31 | 15  | 125   |
| 16 | Міріам Гесснер (GER)         | 22  | 13  | 27  | 27 | 28  | 117   |
| 17 | Тіна Бахманн (GER)           | 21  | 18  | 21  | 29 | 27  | 116   |
| 18 | Віта Семеренко (UKR)         | 38  | 17  | —   | 16 | 31  | 102   |
| 19 | Анн Крістін Флатланд (NOR)   | 40  | 36  | 11  | —  | 13  | 100   |
| 20 | Катрін Гітцер (GER)          | 12  | 20  | 36  | —  | 32  | 100   |
| 21 | Катерина Юрлова (RUS)        | 34  | 19  | —   | 26 | 18  | 97    |
| 22 | Агнєшка Циль (POL)           | 14  | 23  | 30  | 22 | —   | 89    |
| 23 | Мікела Понца (ITA)           | —   | —   | 22  | 30 | 23  | 75    |
| 24 | Евелі Сауе (EST)             | 11  | 28  | 24  | —  | 11  | 74    |
| 25 | Селіна Гаспарен (SUI)        | —   | 34  | 15  | —  | 24  | 73    |
| 26 | Яна Романова (RUS)           | 23  | 27  | 23  | —  | —   | 73    |
| 27 | Олена Підгрушна (UKR)        | —   | 29  | —   | 17 | 16  | 62    |
| 28 | Надія Скардіно (BLR)         | —   | —   | 14  | 24 | 21  | 59    |
| 29 | Сабріна Бухгольц (GER)       | 17  | —   | 34  | —  | —   | 51    |
| 30 | Наталія Гусєва (RUS)         | —   | 15  | —   | —  | 34  | 49    |
| 31 | Анаїс Бескон (FRA)           | —   | —   | 16  | 19 | 12  | 47    |
| 32 | Сара Студебейкер (USA)       | —   | —   | 18  | —  | 19  | 37    |
| 33 | Людмила Калінчік (BLR)       | 15  | —   | 20  | —  | —   | 35    |
| 34 | Євгенія Сєдова (RUS)         | —   | —   | —   | —  | 29  | 29    |
| 35 | Анна Марія Нільссон (SWE)    | —   | 14  | —   | 15 | —   | 29    |
| 36 | Лора Спектор (USA)           | 16  | 12  | —   | —  | —   | 28    |
| 37 | Інна Супрун (UKR)            | —   | —   | 13  | 14 | —   | 27    |
| 38 | Катерина Глазиріна (RUS)     | —   | —   | 26  | —  | —   | 26    |
| 39 | Ева Товалві (ROU)            | —   | —   | —   | 21 | —   | 21    |
| 40 | Доротея Вірер (ITA)          | —   | —   | —   | 20 | —   | 20    |
| 40 | Марина Лебедєва (KAZ)        | 20  | —   | —   | —  | —   | 20    |
| 42 | Андрея Малі (SLO)            | —   | —   | 19  | —  | —   | 19    |
| 43 | Оксана Хвостенко (UKR)       | 18  | —   | —   | —  | —   | 18    |
| 44 | Єнні Юнссон (SWE)            | —   | 16  | —   | —  | —   | 16    |
| 45 | Гейлі Джонсон (USA)          | —   | —   | —   | —  | 14  | 14    |
| 46 | Яна Герекова (SVK)           | —   | —   | —   | 13 | —   | 13    |
| 46 | Олена Хрустальова (KAZ)      | 13  | —   | —   | —  | —   | 13    |
| 48 | Ульяна Денисова (RUS)        | —   | —   | 12  | —  | —   | 12    |
| 48 | Фанні Горн (NOR)             | —   | —   | —   | 12 | —   | 12    |
| 50 | Вероніка Віткова (CZE)       | —   | —   | —   | 11 | —   | 11    |

## Виноски
1. ↑  2009/10 Підсумкова таблиця (PDF). Архів оригіналу (PDF) за 20 січня 2010. Процитовано 14 січня 2011.
2. ↑  Standings Mass start  women (PDF). Архів оригіналу (PDF) за 14 серпня 2011. Процитовано 14 січня 2011.